# 兵藤正之助
兵藤 正之助（ひょうどう まさのすけ、1919年12月2日 - 1995年10月1日）は、文芸評論家。
長崎県生まれ。京都帝国大学哲学科卒。久松真一に仏教を学ぶ。戦後、京都の生活社に勤め、文学者たちと交流、文芸評論を書く。1950年代に関東学院女子短期大学助教授、のち関東学院大学教授、1985年定年、名誉教授。関東学院大学では兵藤奨学金を出している。

## 著書
- 『ロマン・ロラン 生涯と芸術』蜷川譲共著 社会思想研究会出版部・現代教養文庫 1958
- 『ロマン・ロランの世界 「ジャン・クリストフ」と「魅せられた魂」を中心に』論争社 1962 ぺりかんしんしょ のちぺりかん社、1967
- 『正宗白鳥論』勁草書房 1968
- 『野間宏論』新潮社 1971
- 『坂口安吾論』冬樹社 1972
- 『坂口安吾』講談社現代新書 1976
- 『武田泰淳論 昭和史に閃鑠する作家』冬樹社 1978
- 『川端康成論』春秋社 1988
- 『わが昭和の青春 心のルーツをたずねて』春秋社 1990
- 『立原正秋』(編集・評伝/吉本ばなな共著) -新潮日本文学アルバム  1994

## 注
1. ↑  文藝年鑑1978
2. ↑  朝日新聞訃報
3. ↑  『西洋古典学会』発足の頃（2） - 日本西洋古典学会
4. ↑  「兵藤正之助先生略歴・著作年譜 (兵藤正之助先生定年記念特集) 『関東学院大学文学部紀要』1985
5. ↑  関東学院大学 文学部